# Gerda Anger-Schmidt
Gerda Anger-Schmidt (* 28. Februar 1943 in Wels; † 8. Jänner 2017 in Wien) war eine österreichische Kinderbuchautorin.

## Leben
Nach der Matura an einer Handelsakademie reiste sie drei Jahre durch Kanada und die USA. Danach machte sie ein Dolmetsch- und Übersetzerstudium in Wien und Graz. Nach dem Studium arbeitete sie ein paar Jahre als Dolmetsch und Übersetzerin im In- und Ausland und schließlich im Amerika-Haus in Wien zur Gestaltung und Koordination von kulturellen Veranstaltungen. Seit 1980 schrieb sie Prosa und Lyrik.
Gemeinsam mit Winfried Opgenoorth initiierte sie 1996 den Federhasenpreis.
Anger-Schmidts Bücher wurden oft von Renate Habinger illustriert. Typisch für ihre Bücher sind zahlreiche Wortspiele.

## Auszeichnungen
- 1995 Steirische Leseeule für Noch schlimmer geht's immer.
- 2005 Nominiert für LESERstimmen für Neun nackte Nilpferddamen.
- 2006 Schönstes Buch Österreichs für Muss man Miezen siezen?
- 2007 Österreichischer Staatspreis für Kinderlyrik für Muss man Miezen siezen?

## Werke
- Nein, mir kommt kein Hund ins Haus! 1984.
- mit Renate Habinger: Heile, heile wundes Knie. 1988
- Wer kommt mit auf den Federnball? 1992.
- Glück gehabt! denkt das Hängebauchschwein. 1993.
- Noch schlimmer geht's immer. 1994.
- Du lieber Schreck, mein Hund ist weg! 1997.
- Ich, Bodo von Bellheim, der Schnauzer. 1997.
- Alles in Butter, liebe Mutter! 1998.
- mit Birgitta Heiskel: Kein Hund für Papa? 1999.
- mit Birgitta Heiskel: Freund gesucht! Dringend! 2001.
- Manege frei für Katharina. (Neubearbeitung), 2001.
- Springt ein Schwein vom Trampolin. 2002.
- Neun nackte Nilpferddamen. 2002.
- Rate mal, wer dich besucht! 2004.
- Schau einmal, wie toll ich bin! 2004.
- Unser König trug nie eine Krone. 2004.
- Ein Hamster für Lisa. 2006.
- Sag, welches Tier versteckt sich hier? 2006.
- Der Hund ist rund – na und? 2006.
- Spuren im Schnee. 2006.
- Muss man Miezen siezen?, 2006.
- Tommi und die Kichererbse. 2006.
- Simsalabim Bamba Saladu Saladim. 2008.
- mit Renate Habinger: Das Buch, gegen das kein Kraut gewachsen ist. Kräuter und Gewürze von Augentrost bis Zimt. Residenz-Verlag, St. Pölten 2010, ISBN 978-3-7017-2065-1.